# Football League Cup 1996-1997
La Football League Cup 1996-1997, conosciuta anche con il nome di Coca Cola Cup per motivi di sponsorizzazione, è stata la 37ª edizione del terzo torneo calcistico più importante del calcio inglese, la 31ª in finale unica. La manifestazione, ebbe inizio il 20 agosto 1996 e si concluse il 16 aprile 1997 allo stadio Hillsborough di Sheffield, dove venne disputato il replay della finale, che fece seguito al primo match giocato a Wembley.
Il trofeo fu vinto dal Leicester City, tornato al successo dopo 33 anni, che nella ripetizione si impose sul Middlesbrough, con il punteggio di 1-0 dopo i tempi supplementari.

## Formula
La Football League Cup era riservata alle 20 squadre della Premier League e alle 72 della Football League. Il torneo era composto da scontri ad eliminazione diretta, che prevedevano nei primi due turni ed in semifinale due match: regola dei gol in trasferta in caso di parità, ma solo dopo i tempi supplementari ed a seguire eventuali calci di rigore. Mentre negli altri turni ed in finale si giocava una singola gara: se l'esito risultava un pareggio si procedeva ad una ripetizione a campi invertiti (in finale invece si rigiocava sempre in campo neutro). Nell'eventualità di un pari anche nel replay si disputavano i tempi supplementari e se necessario si procedeva all'esecuzione dei tiri dal dischetto.
|                              | Squadre che entrano in questo turno                                                                             | Squadre qualificate dal turno precedente    |
| ---------------------------- | --- | ------------------------------------------- |
| Primo turno (66 squadre)     | - 24 squadre dalla Third Division - 24 squadre dalla Second Division - 18 squadre dalla First Division          |                                             |
| Secondo turno (54 squadre)   | - 6 squadre dalla First Division - 15 squadre dalla Premier League (non partecipanti alle competizioni europee) | - 33 squadre vincitrici del primo turno     |
| Terzo turno (32 squadre)     | - 5 squadre dalla Premier League (partecipanti alle competizioni europee)                                       | - 27 squadre vincitrici del secondo turno   |
| Quarto turno (16 squadre)    | | - 16 squadre vincitrici del terzo turno     |
| Quarti di finale (8 squadre) | | - 8 squadre vincitrici del quarto turno     |
| Semifinali (4 squadre)       | | - 4 squadre vincitrici dei quarti di finale |
| Finale (2 squadre)           | | - 2 squadre vincitrici delle semifinali     |

## Primo turno
| Squadra 1         | Totale          | Squadra 2        | Andata         | Ritorno          |
| ----------------- | --------------- | ---------------- | -------------- | ---------------- |
|                   |                 |                  | 20 agosto 1996 | 3 settembre 1996 |
| Brentford         | 1 - 0           | Plymouth         | 1 - 0          | 0 - 0            |
| Cardiff City      | 1 - 2           | Northampton Town | 1 - 0          | 0 - 2            |
| Carlisle Utd      | 4 - 1           | Chester City     | 1 - 0          | 3 - 1            |
| Colchester Utd    | 5 - 4           | West Bromwich    | 2 - 3          | 3 - 1            |
| Darlington        | 2 - 0           | Rotherham Utd    | 1 - 0          | 1 - 0            |
| Doncaster         | 1 - 3           | York City        | 1 - 1          | 0 - 2            |
| Exeter City       | 0 - 6           | Barnet           | 0 - 4          | 0 - 2            |
| Hartlepool Utd    | 4 - 5           | Lincoln City     | 2 - 2          | 2 - 3            |
| Hereford Utd      | 4 - 1           | Cambridge Utd    | 3 - 0          | 1 - 1            |
| Huddersfield Town | 5 - 1           | Wrexham          | 3 - 0          | 2 - 1            |
| Hull City         | 4 - 5           | Scarborough      | 2 - 2          | 2 - 3            |
| Ipswich Town      | 5 - 1           | Bournemouth      | 2 - 1          | 3 - 0            |
| Mansfield Town    | 5 - 1           | Burnley          | 3 - 0          | 2 - 0            |
| Notts County      | 1 - 2           | Bury             | 1 - 1          | 0 - 1            |
| Oldham Athletic   | 1 - 1 (5-4 dcr) | Grimsby Town     | 0 - 1          | 1 - 0 (d.t.s.)   |
| Port Vale         | 6 - 1           | Crewe Alexandra  | 1 - 0          | 5 - 1            |
| Reading           | 1 - 3           | Wycombe          | 1 - 1          | 0 - 2            |
| Rochdale          | 2 - 3           | Barnsley         | 2 - 1          | 0 - 2            |
| Scunthorpe Utd    | 2 - 3           | Blackpool        | 2 - 1          | 0 - 2            |
| Sheffield Utd     | 5 - 1           | Bradford City    | 3 - 0          | 2 - 1            |
| Southend Utd      | 2 - 3           | Fulham           | 0 - 2          | 2 - 1            |
| Stockport County  | 4 - 2           | Chesterfield     | 2 - 1          | 2 - 1            |
| Swansea City      | 0 - 3           | Gillingham       | 0 - 1          | 0 - 2            |
| Torquay Utd       | 3 - 4           | Bristol City     | 3 - 3          | 0 - 1            |
| Walsall           | 1 - 2           | Watford          | 1 - 0          | 0 - 2            |
| Wigan             | 6 - 7           | Preston N.E.     | 2 - 3          | 4 - 4 (d.t.s.)   |
|                   |                 |                  | 20 agosto 1996 | 4 settembre 1996 |
| Luton Town        | 4 - 2           | Bristol Rovers   | 3 - 0          | 1 - 2            |
| Oxford Utd        | 4 - 3           | Norwich City     | 1 - 1          | 3 - 2 (d.t.s.)   |
| Portsmouth        | 2 - 1           | Leyton Orient    | 2 - 0          | 0 - 1            |
| Swindon Town      | 2 - 1           | Wolverhampton    | 2 - 0          | 0 - 1            |
|                   |                 |                  | 21 agosto 1996 | 3 settembre 1996 |
| Millwall          | 1 - 2           | Peterborough Utd | 1 - 0          | 0 - 2 (d.t.s.)   |
| Shrewsbury Town   | 1 - 3           | Tranmere         | 0 - 2          | 1 - 1            |
|                   |                 |                  | 21 agosto 1996 | 4 settembre 1996 |
| Brighton          | 0 - 3           | Birmingham City  | 0 - 1          | 0 - 2            |

## Secondo turno
| Squadra 1         | Totale | Squadra 2        | Andata            | Ritorno           |
| ----------------- | ------ | ---------------- | ----------------- | ----------------- |
|                   |        |                  | 17 settembre 1996 | 24 settembre 1996 |
| Barnsley          | 1 - 2  | Gillingham       | 1 - 1             | 0 - 1             |
| Brentford         | 1 - 4  | Blackburn        | 1 - 2             | 0 - 2             |
| Bury              | 1 - 7  | Crystal Palace   | 1 - 3             | 0 - 4             |
| Charlton          | 6 - 2  | Burnley          | 4 - 1             | 2 - 1             |
| Fulham            | 3 - 5  | Ipswich Town     | 1 - 1             | 2 - 4             |
| Huddersfield Town | 3 - 1  | Colchester Utd   | 1 - 1             | 2 - 0 (d.t.s.)    |
| Lincoln City      | 5 - 1  | Manchester City  | 4 - 1             | 1 - 0             |
| Oldham Athletic   | 3 - 2  | Tranmere         | 2 - 2             | 1 - 0             |
| Port Vale         | 3 - 2  | Carlisle Utd     | 1 - 0             | 2 - 2             |
| Stockport County  | 7 - 3  | Sheffield Utd    | 2 - 1             | 5 - 2             |
| Watford           | 0 - 3  | Sunderland       | 0 - 2             | 0 - 1             |
|                   |        |                  | 17 settembre 1996 | 25 settembre 1996 |
| Luton Town        | 3 - 2  | Derby County     | 1 - 0             | 2 - 2             |
| Preston N.E.      | 1 - 4  | Tottenham        | 1 - 1             | 0 - 3             |
| Scarborough       | 1 - 4  | Leicester City   | 0 - 2             | 1 - 2             |
|                   |        |                  | 18 settembre 1996 | 24 settembre 1996 |
| Bristol City      | 1 - 3  | Bolton           | 0 - 0             | 1 - 3 (d.t.s.)    |
| Coventry City     | 2 - 1  | Birmingham City  | 1 - 1             | 1 - 0             |
| Everton           | 3 - 4  | York City        | 1 - 1             | 2 - 3             |
| Leeds Utd         | 4 - 2  | Darlington       | 2 - 2             | 2 - 0             |
| Middlesbrough     | 10 - 0 | Hereford Utd     | 7 - 0             | 3 - 0             |
| Nottingham Forest | 2 - 1  | Wycombe          | 1 - 0             | 1 - 1 (d.t.s.)    |
| Sheffield Weds    | 1 - 2  | Oxford Utd       | 1 - 1             | 0 - 1             |
| Stoke City        | 3 - 1  | Northampton Town | 1 - 0             | 2 - 1 (d.t.s.)    |
|                   |        |                  | 18 settembre 1996 | 25 settembre 1996 |
| Barnet            | 1 - 2  | West Ham Utd     | 1 - 1             | 0 - 1             |
| Blackpool         | 4 - 5  | Chelsea          | 1 - 4             | 3 - 1             |
| Southampton       | 6 - 1  | Wolverhampton    | 2 - 0             | 4 - 1             |
| Swindon Town      | 4 - 3  | QPR              | 1 - 2             | 3 - 1 (d.t.s.)    |
| Wimbledon FC      | 2 - 1  | Portsmouth       | 1 - 0             | 1 - 1             |

## Terzo turno
| Squadra 1       | Risultato | Squadra 2         |
| --------------- | --------- | ----------------- |
| 22 ottobre 1996 |           |                   |
| Blackburn       | 0 - 1     | Stockport County  |
| Bolton          | 2 - 1     | Chelsea           |
| Gillingham      | 2 - 2     | Coventry City     |
| Ipswich Town    | 4 - 1     | Crystal Palace    |
| Port Vale       | 0 - 0     | Oxford Utd        |
| York City       | 0 - 2     | Leicester City    |
| Wimbledon FC    | 1 - 1     | Luton Town        |
| 23 ottobre 1996 |           |                   |
| Charlton        | 1 - 1     | Liverpool         |
| Leeds Utd       | 1 - 2     | Aston Villa       |
| Manchester Utd  | 2 - 1     | Swindon Town      |
| Middlesbrough   | 5 - 1     | Huddersfield Town |
| Newcastle Utd   | 1 - 0     | Oldham Athletic   |
| Southampton     | 1 - 1     | Lincoln City      |
| Stoke City      | 1 - 1     | Arsenal           |
| Tottenham       | 2 - 1     | Sunderland        |
| West Ham Utd    | 4 - 1     | Nottingham Forest |

### Replay
| Squadra 1        | Risultato      | Squadra 2    |
| ---------------- | -------------- | ------------ |
| 5 novembre 1996  |                |              |
| Oxford Utd       | 2 - 0          | Port Vale    |
| 12 novembre 1996 |                |              |
| Lincoln City     | 1 - 3          | Southampton  |
| Luton Town       | 1 - 2 (d.t.s.) | Wimbledon FC |
| 13 novembre 1996 |                |              |
| Arsenal          | 5 - 2          | Stoke City   |
| Coventry City    | 0 - 1          | Gillingham   |
| Liverpool        | 4 - 1          | Charlton     |

## Quarto turno
| Squadra 1        | Risultato | Squadra 2        |
| ---------------- | --------- | ---------------- |
| 26 novembre 1996 |           |                  |
| Ipswich Town     | 1 - 0     | Gillingham       |
| Oxford Utd       | 1 - 1     | Southampton      |
| Wimbledon FC     | 1 - 0     | Aston Villa      |
| 27 novembre 1996 |           |                  |
| Bolton           | 6 - 1     | Tottenham        |
| Leicester City   | 2 - 0     | Manchester Utd   |
| Liverpool        | 4 - 2     | Arsenal          |
| Middlesbrough    | 3 - 1     | Newcastle Utd    |
| West Ham Utd     | 1 - 1     | Stockport County |

### Replay
| Squadra 1        | Risultato | Squadra 2    |
| ---------------- | --------- | ------------ |
| 18 dicembre 1996 |           |              |
| Southampton      | 3 - 2     | Oxford Utd   |
| Stockport County | 2 - 1     | West Ham Utd |

## Quarti di finale
| Squadra 1        | Risultato | Squadra 2      |
| ---------------- | --------- | -------------- |
| 8 gennaio 1997   |           |                |
| Bolton           | 0 - 2     | Wimbledon FC   |
| Middlesbrough    | 2 - 1     | Liverpool      |
| 21 gennaio 1997  |           |                |
| Ipswich Town     | 0 - 1     | Leicester City |
| 22 gennaio 1997  |           |                |
| Stockport County | 2 - 2     | Southampton    |

### Replay
| Squadra 1       | Risultato | Squadra 2        |
| --------------- | --------- | ---------------- |
| 29 gennaio 1997 |           |                  |
| Southampton     | 1 - 2     | Stockport County |

## Semifinali
| Squadra 1        | Totale      | Squadra 2     | Andata           | Ritorno        |
| ---------------- | ----------- | ------------- | ---------------- | -------------- |
|                  |             |               | 18 febbraio 1997 | 11 marzo 1997  |
| Leicester City   | 1 - 1 (gfc) | Wimbledon FC  | 0 - 0            | 1 - 1 (d.t.s.) |
|                  |             |               | 26 febbraio 1997 | 12 marzo 1997  |
| Stockport County | 1 - 2       | Middlesbrough | 0 - 2            | 1 - 0          |

## Finale
| Arbitro: | Martin Bodenam |

|             |           |               |
| Heskey 118’ | Marcatori | 95’ Ravanelli |

| Leicester City | Middlesbrough |

| LEICESTER CITY: |    |                 |             |      |
|                 |    |                 |             |      |
| P               | 13 | Kasey Keller    |             |      |
| D               | 2  | Simon Grayson   |             |      |
| D               | 3  | Mike Whitlow    |             | 105’ |
| D               | 5  | Steve Walsh (C) |             |      |
| D               | 15 | Pontus Kåmark   | Ammonizione |      |
| D               | 17 | Spencer Prior   | Ammonizione |      |
| C               | 6  | Muzzy İzzet     |             | 108’ |
| C               | 7  | Neil Lennon     |             |      |
| C               | 10 | Garry Parker    |             |      |
| A               | 9  | Steve Claridge  |             |      |
| A               | 11 | Emile Heskey    | Ammonizione |      |
| A disposizione: |    |                 |             |      |
| P               | 1  | Kevin Poole     |             |      |
| C               | 8  | Scott Taylor    |             | 108’ |
| A               | 12 | Mark Robins     |             | 105’ |
| Manager:        |    |                 |             |      |
| Martin O'Neill  |    |                 |             |      |

| MIDDLESBROUGH:  |    |                    |             |
|                 |    |                    |             |
| P               | 19 | Mark Schwarzer     |             |
| D               | 2  | Neil Cox           | Ammonizione |
| D               | 14 | Curtis Fleming     |             |
| D               | 5  | Nigel Pearson (C)  |             |
| D               | 18 | Gianluca Festa     |             |
| C               | 21 | Craig Hignett      |             |
| C               | 8  | Robbie Mustoe      |             |
| C               | 10 | Juninho            | Ammonizione |
| C               | 6  | Emerson            |             |
| A               | 9  | Mikkel Beck        | Ammonizione |
| A               | 11 | Fabrizio Ravanelli |             |
| A disposizione: |    |                    |             |
| D               | 4  | Steve Vickers      |             |
| D               | 17 | Clayton Blackmore  |             |
| C               | 12 | Alan Moore         |             |
| Manager:        |    |                    |             |
| Bryan Robson    |    |                    |             |

### Replay
| Arbitro: | Martin Bodenam |

|               |           |  |
| Claridge 100’ | Marcatori |  |

| Leicester City | Middlesbrough |

| LEICESTER CITY: |    |                 |             |      |
|                 |    |                 |             |      |
| P               | 13 | Kasey Keller    |             |      |
| D               | 2  | Simon Grayson   |             |      |
| D               | 3  | Mike Whitlow    |             | 109’ |
| D               | 5  | Steve Walsh (C) |             |      |
| D               | 17 | Spencer Prior   | Ammonizione |      |
| D               | 15 | Pontus Kåmark   |             |      |
| C               | 6  | Muzzy İzzet     | Ammonizione |      |
| C               | 7  | Neil Lennon     | Ammonizione |      |
| C               | 10 | Garry Parker    |             |      |
| A               | 9  | Steve Claridge  |             | 117’ |
| A               | 11 | Emile Heskey    | Ammonizione |      |
| A disposizione: |    |                 |             |      |
| P               | 1  | Kevin Poole     |             |      |
| D               | 21 | Jamie Lawrence  |             | 109’ |
| A               | 12 | Mark Robins     |             | 117’ |
| Manager:        |    |                 |             |      |
| Martin O'Neill  |    |                 |             |      |

| MIDDLESBROUGH:  |    |                    |             |      |
|                 |    |                    |             |      |
| P               | 25 | Ben Roberts        |             |      |
| D               | 2  | Neil Cox           | Ammonizione | 105’ |
| D               | 5  | Nigel Pearson (C)  |             |      |
| D               | 18 | Gianluca Festa     |             | 76’  |
| D               | 7  | Vladimír Kinder    | Ammonizione |      |
| C               | 17 | Clayton Blackmore  |             |      |
| C               | 6  | Emerson            |             |      |
| C               | 8  | Robbie Mustoe      |             |      |
| C               | 10 | Juninho            | Ammonizione |      |
| A               | 21 | Craig Hignett      |             | 105’ |
| A               | 11 | Fabrizio Ravanelli |             |      |
| A disposizione: |    |                    |             |      |
| D               | 4  | Steve Vickers      |             | 76’  |
| C               | 12 | Alan Moore         |             | 105’ |
| C               | 9  | Mikkel Beck        |             | 105’ |
| Manager:        |    |                    |             |      |
| Bryan Robson    |    |                    |             |      |